# Santuario ballenero del océano Índico
El santuario ballenero del océano Índico  (Indian Ocean Whale Sanctuary en inglés ) es un área marina protegida del océano Índico donde la Comisión Ballenera Internacional ha prohibido cualquier tipo de caza comercial. Este es uno de los dos santuarios designados por la comisión, el otro es el santuario ballenero Austral.
Este santuario fue inaugurado en el año 1979 a raíz de la propuesta de las islas Seychelles para proteger a las ballenas en sus lugares de reproducción. Su estatus se revisa cada diez años ( 1989, 1992 y 2002 ).

## Área protegida
El santuario tiene una extensión delimitada al sur por el paralelo 55°S y al oeste por el meridiano 20° de longitud hacia  África y al este hasta el meridiano 130°E de longitud hacia Australia.